# Socke
Socke est un village de la commune de Massock-Songloulou; située dans le département de la Sanaga-Maritime et la région du Littoral au Cameroun. Il est situé sur la route de Massock à Ibompoï.

## Population
En 1967, Socke comptait 51 habitants, principalement Bassa.
Lors du recensement de 2005, 117 personnes y ont été dénombrées.